# Nitrožilní aplikace
Nitrožilní aplikace neboli intravenózní aplikace je způsob vpravení tekuté látky přímo do žíly či tepny. Může se jednat o jednorázovou aplikaci injekcí nebo kontinuální aplikaci infuzí.
V porovnání s ostatními způsoby vpravování látek do těla je nitrožilní aplikace nejrychlejším způsobem. Některé léky, stejně tak jako krevní transfuze a smrtící injekce, mohou být aplikovány pouze nitrožilně.
Výraz se používá v souvislosti s nitrožilní aplikací léků a dalších, například diagnostických látek. Při ní se po zaškrcené žíly ve vhodném místě, převážně v loketní jamce, injekční jehlou vstřikuje kapalná látka.
Některé látky není možno do žíly v loketní jamce aplikovat z důvodu vysoké hustoty látky, či osmolarity (nefyziologicky vysoká látková koncentrace léčivých či pomocných látek). V tomto případě se používají tzv. centrální žílní přístupy, které snižují riziko komplikací vyvolaných aplikovanou látkou (např. zánět žíly), jsou však zatíženy velkým množstvím komplikací při vstupu do příslušných žil. Při těchto přístupech se používá zejm. velká podkličková žíla (v.subclavia), vnitřní žíly krční (v.jugularis interna) a v ojedinělých případech žíla stehenní (v. femoralis).